# Anna pomorska (1531–1592)
Anna (ur. 5 lutego 1531, zm. 13 października 1592 w Rosenburgu) – księżna anhalcka na Zerbst, burgrabina Miśni, hrabina Barby na Mühlingen, córka Barnima IX Pobożnego, księcia pomorskiego, szczecińskiego i wołogoskiego oraz Anny.

## Życiorys
Była czwartym w kolejności znanym dzieckiem i zarazem czwartą córką Barnima IX Pobożnego i Anny brunszwickiej. Była trzy razy zamężna. Po raz pierwszy na ślubnym kobiercu stanęła 16 maja 1557 w Czerwiszczu. Wybrankiem, z którym była zaręczona od 21 grudnia 1556 był Karol, książę anhalcki na Zerbst. Po jego śmierci 4 maja 1561, wyszła ponownie za mąż, tym razem za burgrabiego Miśni Henryka VII z domu Plauen-Gera, wdowca po Katarzynie brunszwickiej. Ślub odbył się 25 sierpnia 1566.
Po śmierci Henryka 22 stycznia 1572, wyszła po raz trzeci za mąż (23 września 1576 na zamku Schleiz) za hrabiego Barby na Mühlingen, Josta II (Justusa, Jobsta, Jodoka) von Arnstein. Anna zmarła 13 października 1592 w Rosenburgu i została pochowana w kościele św. Jana w Barby. W tymże kościele znajduje się jej epitafium z inskrypcją nagrobną i herbami przodków, wśród których znajduje się również herb królewny Anny Jagiellonki.

### Genealogia
| Bogusław X Wielki ur. 28 lub 29 V 1454 zm. 5 X 1523 | Bogusław X Wielki ur. 28 lub 29 V 1454 zm. 5 X 1523 |                                                |                                                | Anna Jagiellonka ur. 12 III 1476 zm. 12 VIII 1503 | Anna Jagiellonka ur. 12 III 1476 zm. 12 VIII 1503 |  |  | Henryk II Średni 1468 19 II 1532 | Henryk II Średni 1468 19 II 1532 |                                   |                                   | Małgorzata saska ur. ? zm. ? | Małgorzata saska ur. ? zm. ? |
|                                                     |                                                     |                                                |                                                |                                                   |                                                   |  |  |                                  |                                  |                                   |                                   |                              |                              |
|                                                     |                                                     |                                                |                                                |                                                   |                                                   |  |  |                                  |                                  |                                   |                                   |                              |                              |
|                                                     |                                                     | Barnim IX Pobożny ur. 2 XII 1501 zm. 2 XI 1573 | Barnim IX Pobożny ur. 2 XII 1501 zm. 2 XI 1573 |                                                   |                                                   |  |  |                                  |                                  | Anna ur. 6 XII 1502 zm. 6 XI 1568 | Anna ur. 6 XII 1502 zm. 6 XI 1568 |                              |                              |
|                                                     |                                                     |                                                |                                                |                                                   |                                                   |  |  |                                  |                                  |                                   |                                   |                              |                              |
|                                                     |                                                     |                                                |                                                |                                                   |                                                   |  |  |                                  |                                  |                                   |                                   |                              |                              |
|                                                     |                                                     |                                                |                                                |                                                   |                                                   |  |  |                                  |                                  |                                   |                                   |                              |                              |

|  |  |  |  | Anna (ur. 5 II 1531, zm. 13 X 1592) |